# For Meditation (album)
For Meditation je album slovenské beatové kapely For Meditation / The Meditating Four, kde skladby byly nahrané ve Slovenském rozhlase v roce 1969. a v roce 1970 nahráli skladby Javisko a Chmúrne mesto. Kapela podepisuje exkluzivní smlouvu s konkurenční firmou Panton, později se ukáže že toto rozhodnutí nebylo nejšťastnější. Natahuje se nahrávání ve studiu a slíbené vydání LP se nakonec neuskuteční. K vydání se dočkalo až v roce 2007 na albu Meditácie. V roce 2018 vyšlo jako LP. 

## Seznam skladeb
Strana A
1. Hej, pán doktor – 2:29
2. Meditácia nad vášňou – 3:25
3. Hlúposti sveta – 3:36
4. Javisko – 4:42

Strana B
1. Meditácia nad rámom – 2:59
2. Šťastie – 2:42
3. Chmúrne mesto – 5:51
4. Purpurový smútok (Ráno) – 2:29

## Sestava
- Josef Barina – zpěv, sólová kytara
- Vlado Kaššay – baskytara
- Peter Koreň – klávesy
- Pavol Barna – bicí
- Oto Meluzín – flétna